# From land to ocean
From land to ocean is het zevende studioalbum van de Zweedse muziekgroep Galleon. De band vertilde zich aan dit album, dat drie jaar in beslag nam. De band wilde een epic (een track van relatief lange tijdsduur) in een conceptalbum verwerken. Het schrijven en opnemen van het negentiendelige The ocean nam echter een (te) lange tijd in beslag, waardoor het album lang op zich liet wachten. Pas toen The ocean klaar was begon de band aan het gedeelte The land. Het betekende bijna het eind van Galleon; het werk aan From land to ocean zorgde voor een stilstand. Bovendien was From land to ocean ten tijde van uitgave, het enige album van de band dat verkrijgbaar was.  
Toen het album verscheen werd het goed ontvangen binnen de groep liefhebbers van de neoprog. De band moest er daarna wel alles aan doen om de muziek podiumklaar te maken. 

## Musici
- Göran Fors – zang, basgitaar, baspedalen
- Sven Larsson – gitaar
- Ulf Petterson – toetsinstrumenten
- Dan Fors – slagwerk

Met
- Tanja Hidlund – zang
- Johnny Martinsson- aanvullende slagwerk op The price
- Stefan Olsson – bouzouki op The land
- Kristina Olsson – dwarsfluit op The land

## Muziek
De muziek is van Galleon. De teksten werden verzorgd door Göran, behalve Fall of fame door Ulf.

| Nr. | Titel         | Duur  |
| --- | ------------- | ----- |
| 1.  | Three colours | 11:32 |
| 2.  | Fall of fame  | 9:53  |
| 3.  | The porch     | 5:16  |
| 4.  | Liopleurodon  | 5:49  |
| 5.  | Land          | 5:55  |
| 6.  | Solitude      | 6:11  |
| 7.  | The price     | 14:36 |

| Nr. | Titel | Duur  |
| --- | --- | ----- |
| 1.  | The ocean Beginning; And on; Tsunami; International; Killer green; Bermuda; Atlantis; Polar white I; The abyss; Polar white II; Blood waters; Into the deep; Blue richness; Black sea; Tidal wave; Undertow; Swirl, On the north shore 4; Paradise or what? | 52:07 |